# Деметрий Фаросский
Деметрий Фаросский (др.-греч. Δημήτριος ἐκ Φάρου) (III век до н. э. — 214/213 годы до н. э.) — один из иллирийских вождей, воевавший в 220—219 годах до н. э. против римлян и потерпевший поражение. Правитель острова Фарос в 228—219 годах до н. э. После поражения вождь иллирийцев отправился в Македонию, где его радушно принял Филлип V. В течение всего своего пребывание в изгнании у македонского царя Деметрий всячески подстрекал Филлипа на войну с Римом.